# Lee Winfield
Leroy "Lee" Winfield (Saint Louis, 4 februari 1947 - Saint Louis, 4 februari 2011) was een Amerikaans basketballer en basketbalcoach.

## Carrière
Winfield speelde collegebasketbal voor de Missouri Baptist Spartans van 1965 tot 1967 en daarna tot in 1969 voor North Texas Mean Green. In 1969 werd hij als 32e gekozen in de NBA draft door de Seattle SuperSonics. Winfield speelde voor de SuperSonics tot in oktober 1973 toen zijn contract ontbonden werd, hij tekende in november 1973 voor de Buffalo Braves. In oktober 1975 werd zijn contract ontbonden en tekende hij een paar dagen later bij de Kansas City Kings. Bij de Kings speelde hij nog een seizoen tot in juli 1976 toen zijn contract samen met dat van Matt Guokas werd ontbonden.
In 1979 werd hij assistent-coach van de Northwest High School en bleef er tot in 1982, hij was daarnaast ook wiskunde leerkracht. In 1982 werd hij assistent-coach bij de St. Louis Billikens onder Rich Grawer en bleef tot het vertrek van Grawer in maart 1992. In augustus 1992 werd hij assistent-coach onder Norm Stewart tot in 1997 bij de Missouri Tigers, hij bleef nog twee seizoenen en hielp studenten met hun leven na collegebasketbal. Hij werd daarop in april 1999 assistent-coach bij de St. Louis Swarm onder Butch Beard en daarna Bernie Bickerstaff. Hij werd daarna assistent-coach van de St. Louis Community College Forest Park Archers in augustus 2001.
In februari 2002 werd hij aangesteld als assistent-coach van de St. Louis Skyhawks. Hij keerde na het USBL seizoen terug naar de Forest Park Archers waar hij assistent bleef tot in 2009. Hij overleed in 2011.

## Privéleven
Winfields zoon Julian speelde collegebasketbal voor de St. Louis Billikens (1991-1992) terwijl zijn vader er assistent was. Hij maakte de overstap naar de Missouri Tigers samen met zijn vader en speelde er tot in 1996. Oorspronkelijk zou Julian Winfield de Kansas Jayhawks vervoegen in 1992.

## Erelijst
- North Texas Athletics Hall of Fame: 1994[1]

### Als assistent-coach
- IBL-kampioen: 2000, 2001

## Statistieken

### Regulier seizoen
| Seizoen  | Team                | WG  | MPW  | 2P%  | FW%  | RPW | APW | SPW | BPW | PPW  |
| -------- | ------------------- | --- | ---- | ---- | ---- | --- | --- | --- | --- | ---- |
| 1969/70  | Seattle SuperSonics | 64  | 12,0 | 47,9 | 75,0 | 1,5 | 1,6 | –   | –   | 5,7  |
| 1970/71  | Seattle SuperSonics | 79  | 20,3 | 46,6 | 66,4 | 2,4 | 2,8 | –   | –   | 10,5 |
| 1971/72  | Seattle SuperSonics | 81  | 25,2 | 49,6 | 66,8 | 2,7 | 3,6 | –   | –   | 10,6 |
| 1972/73  | Seattle SuperSonics | 53  | 20,0 | 43,1 | 57,4 | 2,4 | 3,5 | –   | –   | 6,6  |
| 1973/74  | Buffalo Braves      | 36  | 12,0 | 35,2 | 63,5 | 1,2 | 1,3 | 0,4 | 0,1 | 3,0  |
| 1974/75  | Buffalo Braves      | 68  | 18,5 | 52,6 | 72,1 | 1,9 | 2,0 | 0,6 | 0,4 | 5,5  |
| 1975/76  | Kansas City Kings   | 22  | 9,7  | 48,5 | 64,3 | 1,1 | 0,9 | 0,5 | 0,3 | 3,3  |
| Carrière | Carrière            | 403 | 18,3 | 47,4 | 66,8 | 2,1 | 2,5 | 0,5 | 0,3 | 7,3  |

### Play-offs
| Seizoen  | Team           | WG | MPW  | 2P%  | FW%  | RPW | APW | SPW | BPW | PPW |
| -------- | -------------- | -- | ---- | ---- | ---- | --- | --- | --- | --- | --- |
| 1973/74  | Buffalo Braves | 1  | 12,0 | 0,0  | 50,0 | 3,0 | 2,0 | 1,0 | 0,0 | 1,0 |
| 1974/75  | Buffalo Braves | 6  | 10,8 | 43,8 | 60,0 | 1,3 | 1,5 | 0,3 | 0,2 | 2,8 |
| Carrière | Carrière       | 7  | 11,0 | 38,9 | 57,1 | 1,6 | 1,6 | 0,4 | 0,1 | 2,6 |